# Trésor de Preslav

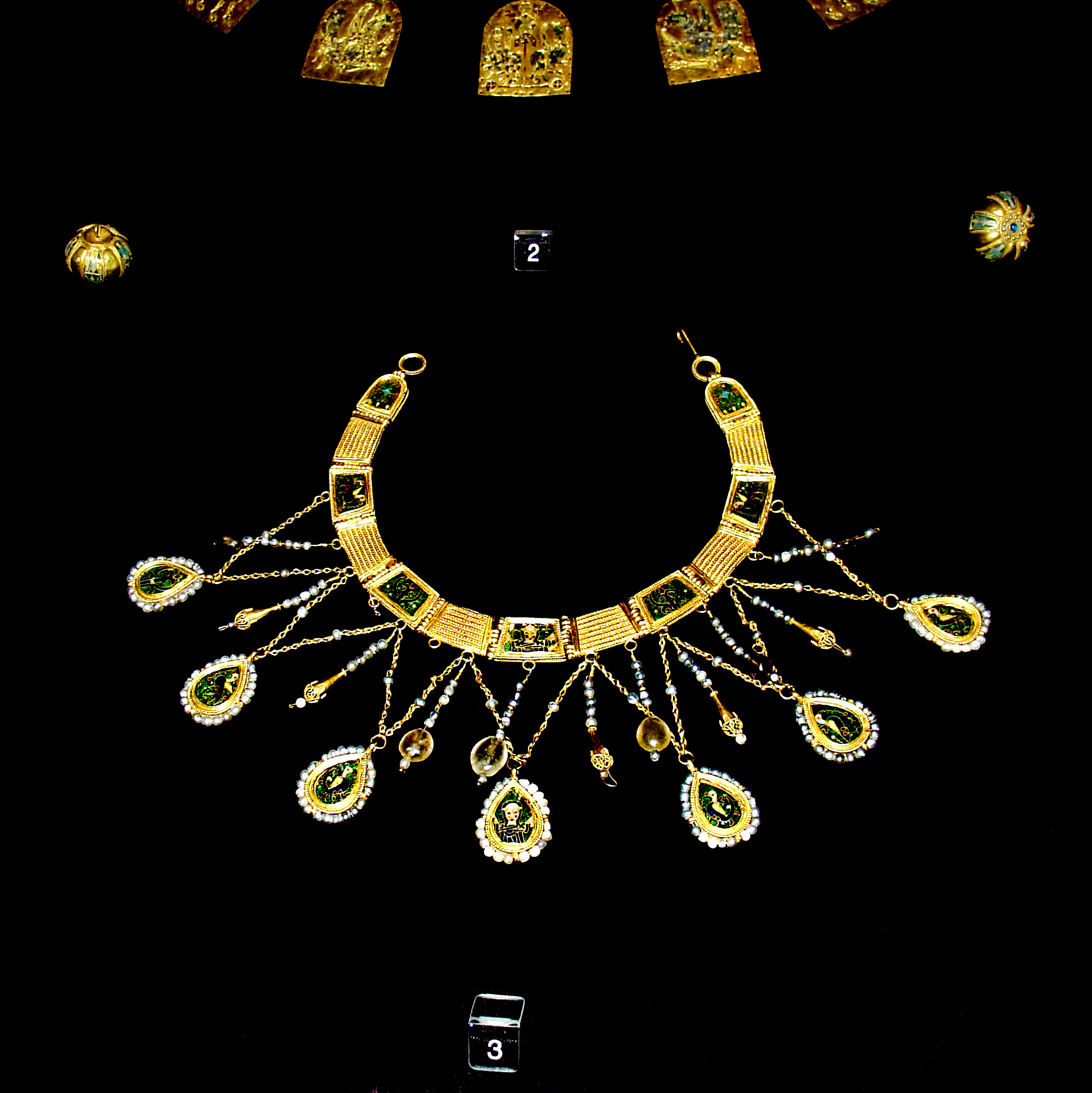
Le collier d'or du trésor.

Le trésor d'Or de Preslav est le plus grand trésor du Premier Empire bulgare et l'un des trésors les plus précieux du Haut Moyen Âge,,.
Il a été découvert par hasard par une femme âgée lors de la plantation d'une vigne le 11 avril 1978 dans les environs de Preslav. Le trésor est daté avec précision grâce aux dernières pièces de monnaie qu'il contient, imitées par l'empereur Romain II. Il a été caché pendant la Guerre entre Rus' et Byzantins (968-971) et est resté en terre pendant un peu plus de 1000 ans. En 971 Preslav fut capturé et brûlé par l'armée byzantine de Jean Ier Tzimiskès.
Le trésor se compose de 170 pièces d'or et d'objets précieux. Les pierres précieuses sont des rubis, des grenats et des cristaux de roche. Le sommet de l'art des bijoux médiévaux est considéré comme le collier double face, qui pèse 227 grammes. Il se compose de sept carreaux avec des images trapézoïdales reliées par de l'or finement tissé. Chaque tuile a un anneau avec une chaîne se terminant par un médaillon en forme de larme. L'autre élément le plus précieux est le diadème doré avec des griffons. Il y a une hypothèse que certains des articles sont des éléments d'un deuxième collier en or.
Le trésor d'or est l'œuvre de Constantinople et de joailliers bulgares. Certains objets font référence à une époque antérieure — du IIIe au VIIe siècle.